# Christhard Hoffmann
Christhard Hoffmann (* 18. Dezember 1952 in Lüneburg) ist ein norwegischer Historiker mit deutschen Wurzeln und Hochschullehrer an der Universität Bergen.

## Leben
Hoffmann besuchte das Gymnasium Johanneum in Lüneburg, an dem er 1971 das Abitur ablegte. Er studierte Germanistik und Geschichtswissenschaften in Braunschweig und Berlin und wurde 1986 an der Technischen Universität Berlin (Zentrum für Antisemitismusforschung) mit einem Thema zum Judenbild bei deutschen Althistorikern des 19. und 20. Jahrhunderts promoviert. Betreuer waren Herbert A. Strauss und Werner Dahlheim. Von 1994 bis 1998 war er DAAD-Visiting Professor am Department of History der University of California at Berkeley. Er lehrte seit 1998 als Associate Professor und seit 2001 als ordentlicher Professor moderne europäische Geschichte am Institut für Archäologie, Geschichte, Kultur- und Religionswissenschaften der Universität Bergen in Norwegen. Daneben war von 2006 bis 2022 als Seniorforscher am Norwegischen Zentrum für Holocaust- und Minderheitenstudien in Oslo tätig. Hoffmann ist seit Anfang 2023 emeritiert.

## Schriften (Auswahl)
- Juden und Judentum im Werk deutscher Althistoriker des 19. und 20. Jahrhunderts (= Studies in Judaism in modern times. Bd. 9). Brill, Leiden 1988; Verlagshaus Monsenstein und Vannerdat, Münster 2007.

Herausgeberschaft
- mit Herbert A. Strauss: Juden und Judentum in der Literatur. dtv, München 1985.
- mit Bernd Passier: Die Juden. Vorurteil und Verfolgung im Spiegel literarischer Texte. Reclam, Stuttgart 1986.
- mit Herbert A. Strauss, Werner Bergmann: Der Antisemitismus der Gegenwart. Campus, Frankfurt/M., New York 1990.
- mit Gert Audring, Jürgen von Ungern-Sternberg: Eduard Meyer – Victor Ehrenberg: Ein Briefwechsel 1914–1930. Akademie Verlag, Berlin 1990.
- mit Herbert A. Strauss, Klaus Fischer und Alfons Söllner: Die Emigration der Wissenschaften nach 1933. Disziplingeschichtliche Studien. Saur, München 1991
- mit Werner Bergmann, Helmut Walser Smith: Exclusionary Violence. Antisemitic Riots in Modern German History. University of Michigan Press, Ann Arbor, MI 2002.
- Preserving the Legacy of German Jewry. A History of the Leo Baeck Institute, 1955–2005. Mohr Siebeck, Tübingen 2005.
- The Exclusion of Jews in the Norwegian Constitution of 1814. Origins – Contexts – Consequences. Metropol, Berlin 2016.
- mit Vibeke Moe: Holdninger til jøder og muslimer i Norge 2017. HK-senteret, Oslo 2017.
- mit Jennifer Craig-Norton und Tony Kushner: Migrant Britain – Histories and Historiographies. Essays in Honour of Colin Holmes. Routledge, Abingdon 2018.
- mit Vibeke Moe: The Shifting Boundaries of Prejudice. Antisemitism and Islamophobia in Contemporary Norway. Scandinavian University Press, Oslo 2020.